# 울베르

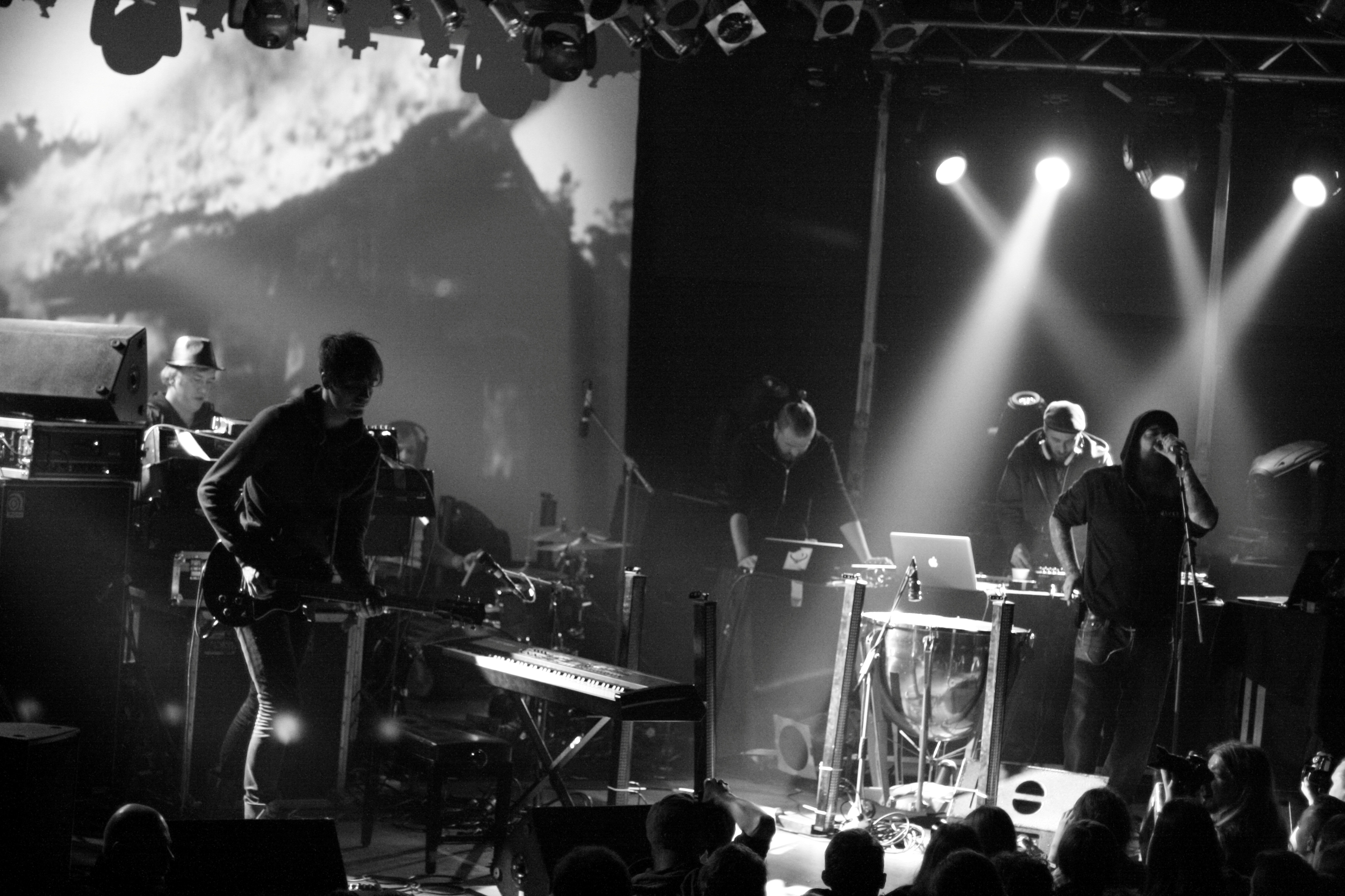

울베르 (ulver, 회색늑대)는 노르웨이 실험 음악 록밴드로 1993년 보컬인 크리스토페르 리그가 결성했다. 1집 Bergtatt,같은 음반은 민속음악 영향이 짙은 블랙 메탈이지만 점차 음악적 스타일은 장르 구분이 어려워질 정도로 바뀌었으며 익스페리멘탈 록, 일렉트로니카, 관현악과 실내악 전통, 노이즈 뮤직, 프로그레시브 록, 실험 음악 등이 뒤섞여있다. 울베르는 50만장 이상의 판매고를 가지고 있고 노르웨이 그레미상 후보에도 올랐으며 08년에는 올해의 앨범에 선정되기도 했다.
논쟁적인 감독인 하모니 코린은 울베르의 앨범 '천국과 지옥의 결혼'을 듣고 울베르가 리하르트 바그너로부터 이어지는 음악적 연장선상에 있다고 평한 적이 있다. 뮤지션이자 크라우트 록 애호가인 줄리안 코프는 누구도 인지하지 못했던 지난 20년간의 문화적 죽음을 기록하고 있다라는 평가를 남겼다.

## 블랙 메탈 시대
93년에 오슬로에서 결성된 밴드는 첫 데모 카세트 Vargnatt를 내놓았다. 90년대 초반의 전형적인 블랙메탈 사운드를 담고 있지만 이후 이들이 보여줄 여러 장르의 음악적 단초가 담겨있다. 가사는 중세 덴마크-노르웨이어로 쓰였으며 가사도 북유럽 신화와 바로크풍의 음유시들(Ludvig Holberg나 토마스 킹고)의 영향을 받았다.
1집 Bergtatt는 95년에 나왔는데 나오자마자 평단의 찬사를 받았다. 날카로운 보컬, 붕붕거리는 기타톤이 담긴 블랙메탈이지만 마치 포크음악 코드 진행을 가지고 있어서 음산하고 신비로운 고유의 분위기를 가지고 있다.
그 포크적인 진행을 2집 Kveldssanger에서 더욱 확장시킨다. 클래식 기타, 첼로, 실내악에서 쓰일법한 합창부 등이 오케스트라 연주와 함께 담겨서 1집과 상당히 대비되는 음악을 담고있다. 보컬 크리스토페르는 이 앨범을 "클래식 음반을 만들기 위한 미성숙한 시도"라고 말했지만 그만큼의 젊은 대담함이 잘 포착된 앨범이다. 역시 평단의 극찬을 받았다.
앨범 두장의 성공으로 그들은 3집  Nattens Madrigal을 독일의 메이저레이블인 센추리 미디어에서 발매했다. 1집과 유사한 블랙메탈을 담고있으며 의도적으로 좀 더 거친 사운드를 만들었다. 많은 것을 담아내려하기 보다는 블랙메탈의 문법에 충실하려고 노력했던 앨범이다. 이렇게 초기 앨범 3장은 흔히 이들의 블랙메탈 3부작으로 부르며 이후 박스셋으로 묶여 발매되기도 했다.

## 앰비언트 시대
크리스토페르는 작곡가 Tore Ylwizaker과 함께 밴드의 음악을 확대하기 시작했다. 블랙 메탈의 문법에서 벗어나기 위한 시도를 한 것이며 이 앨범이 Themes from William Blake's The Marriage of Heaven and Hell로 98년에 자신의 레이블인 제스터 레코드에서 나왔다. 음악적으로는 전자 음악, 인더스트리얼 음악, 프로그레시브 메탈 및 익스페리멘탈 록, 앰비언트적인 진행등으로 특징된다. 가사는 윌리엄 블레이크의 천국과 지옥의 결혼에서 가져왔으며 게스트 보컬을 좀 쓰고 있다. 이 앨범은 메탈계 뿐 아니라 록 평론가들에게서도 높은 평가를 받았다. 하지만 초기 3부작의 팬들과는 어느정도 멀어지는 결과로 이어진다.
울베르는 크리스토페르와 Ylwizaker만 남은 상태가 되어 EP Metamorphosis를 내었다. 이것은 다음 앨범인 Perdition City로 이어지는 필름 누아르풍의 전자음악적 형태를 예고하고 있다. 크리스토페르는 이미 울베르가 더 이상 블랙 메탈 밴드가 아니라고 직접적으로 언급한다. Perdition City는 앰비언트적인 전자음악 앨범이며 가상 영화의 사운드트랙처럼 들린다. 이런 음악적인 시도는 이후 EP인 Silence Teaches You How to Sing 과 Silencing the Singing 등으로 이어진다. 실험적인 음반들이라 판매고는 저조했다. 울베르는 Lyckantropen과 Svidd neger의 영화음악을 진행하기도 했으며 몇몇 영화들에 자신들의 곡을 제공하기도 했다.
03년 울베르는 EP A Quick Fix of Melancholy를 내고 05년에는 이어지는 앨범 Blood Inside를 내었다. 오케스트레이션과 전자음악이 결합된 사운드를 담고있다. 이전에 비해 클래식 악기의 비중을 높인 앨범이다. 이들은 스윙 밴드에서 일렉트로 팝까지 종잡을 수 없을만큼 다양한 장르를 담고있으면서도 매우 평화롭다는 평가를 받았다.
앨범 Shadows of the Sun은 07년 유럽과 미국 양쪽에서 발매되었다. 이 앨범으로 울베르는 오슬로상 올해의 앨범을 받았으며 몇몇 사이트에서 최고의 앨범으로 선정되었다.

## 다시 밴드로
울베르는 밴드를 4인조로 재편성하고 게스트 뮤지션들과 함께 공연을 시작했다. 공연에서 이들은 높은 수익을 얻었을 뿐 아니라 노르웨이 오페라 하우스에서 연주한 첫번째 대중음악가가 되었다. 이 공연은 이후 The Norwegian National Opera라는 영상과 라이브 앨범으로 남았으며 매우 아름다운 공연으로 찬사를 받았다.
다음 앨범 Childhood's End는 60년대의 명곡들을 울베르 스타일로 커버한 것이었다. 이후 그들은 로드번 페스티벌에 참여했는데 그 녹음이 2013년에 Live At Roadburn 라는 이름으로 발매되었다.
울베르는 노르웨이 문화의 집(Tromsø Kulturhus) 의뢰로 오케스트라와 협연할 미사곡 작곡을 하게 되었다. 그 결과물이 Messe I.X-VI.X로 2012년에 초연되었다. 아름답고 영화음악적이라는 평가를 받았다. 그 외에도 도스토예프스키 원작의 연극 '악령'의 배경음악을 맡는 등 극과 음악의 결합이라는 부분을 지속적으로 작업해왔다.
울베르는 드론 밴드 Sunn O)))와의 공동 앨범을 낸다. 이들은 이전부터 종종 함께 작업한 바 있다.

## 음반 목록
- Bergtatt – Et eeventyr i 5 capitler (1995)
- Kveldssanger (1996)
- Nattens madrigal (1997)
- Themes from William Blake's The Marriage of Heaven and Hell (1998)
- Perdition City (2000)
- Blood Inside (2005)
- Shadows of the Sun (2007)
- Wars of the Roses (2011)
- Childhood's End (2012)
- Messe I.X-VI.X (2013)
- Terrestrials (2014)
- ATGCLVLSSCAP (2016)
- The Assassination of Julius Caesar (2017)
- Drone Activity (2019)
- Flowers of Evil (2020)
- Scary Muzak (2021)
- Liminal Animals (2024)